# Villalba de los Alcores (kommunhuvudort)
Villalba de los Alcores är en kommunhuvudort i Spanien.   Den ligger i provinsen Provincia de Valladolid och regionen Kastilien och Leon, i den centrala delen av landet, 190 km nordväst om huvudstaden Madrid. Villalba de los Alcores ligger 849 meter över havet och antalet invånare är 530.
Terrängen runt Villalba de los Alcores är platt. Runt Villalba de los Alcores är det mycket glesbefolkat, med 5 invånare per kvadratkilometer. Närmaste större samhälle är Medina de Ríoseco, 15,3 km väster om Villalba de los Alcores. Trakten runt Villalba de los Alcores består till största delen av jordbruksmark.